# Hydra-Centaurus-Superhaufen

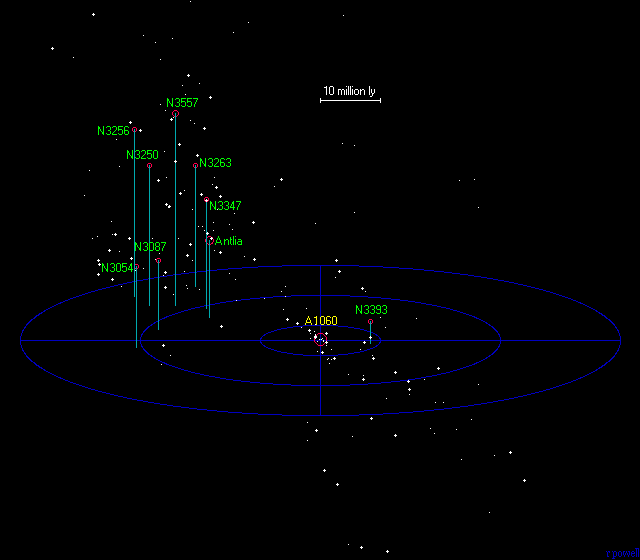
Dreidimensionale Karte des Hydra-Centaurus-Superhaufens

Der Hydra-Centaurus-Superhaufen ist ein Superhaufen, der in der großräumigen Struktur des Universums der nächste Nachbar unseres lokalen Superhaufens (Virgo-Superhaufen) ist. 
Der Hydra-Centaurus-Superhaufen besteht aus zwei großen Untergruppen:
- der Centaurus-Untergruppe mit den Galaxienhaufen Abell 3565, Abell 3574, Abell 3581 und dem Centaurus-Galaxienhaufen (Abell 3526), sowie
- der Hydra-Untergruppe, die im Wesentlichen aus dem Hydra-Galaxienhaufen (Abell 1060) besteht.

Die beiden Untergruppen werden auch als getrennte Superhaufen betrachtet, die aber sowohl untereinander als auch mit dem Virgo-Superhaufen in Beziehung stehen. Alle drei Superhaufen werden von dem vermuteten Großen Attraktor beeinflusst.
Die Entfernung des Superhaufens beläuft sich auf 140 Mio. Lichtjahre (43 Mpc) für den nächstgelegenen Centaurus-Haufen, bis zu 300 Mio. Lichtjahre (90 Mpc) für den weitest entfernten Haufen Abell 3581. Die hellste Einzelgalaxie der Struktur ist die elliptische Galaxie NGC 4696 im Centaurus-Haufen mit einer scheinbaren Helligkeit von 10,7 mag.
In Richtung des Centaurus-Superhaufens, aber mit einer Entfernung von rund 650 Mio. Lj. noch deutlich hinter diesem, liegt der Shapley-Superhaufen, der zu den größten und dichtesten bekannten Superhaufen im Umkreis von 1 Mrd. Lj. gehört.